# Seaxburga de Wessex
Seaxburga (em inglês: Seaxburh; m. 674) foi rainha de Wessex, reinando juntamente com seu marido, o rei Cenualho, de 672 até 674. É possível que ela seja a mesma Seaxburga que se casou com Eorcemberto de Kent; neste caso ela seria a filha de Ana da Ânglia Oriental, irmã de Eteldreda. 
Ela seria também abadessa após a morte de Cenualho, mas, de acordo com certas fontes, ela teria morrido em 674, ou seja, no mesmo ano que seu marido.